# Елисеев, Григорий Григорьевич
Григо́рий Григо́рьевич Елисе́ев (1864—1949) — русский предприниматель, представитель династии Елисеевых, глава Торгового товарищества «Братья Елисеевы», потомственный российский дворянин, действительный статский советник.

## Биография
Родился в Санкт-Петербурге 21 августа 1864 года.
Получил домашнее образование; за границей изучал виноделие. После возвращения в Россию в 1893 году возглавил семейное дело Елисеевых. В 1896 году преобразовал семейную фирму в торговое товарищество «Братья Елисеевы» (основной капитал — 3 млн рублей); до 1914 года наряду с Александром Михайловичем Кобылиным и Николаем Васильевичем Якунчиковым входил в состав его Правления.

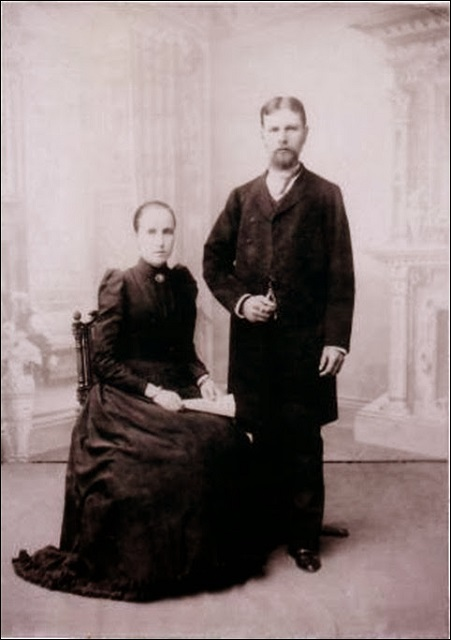
Григорий Григорьевич Елисеев с первой женой — Марией Андреевной (Дурдиной) (1883)

При нём дело достигло наибольшего размаха: в 1913 году в Санкт-Петербурге Елисеевым принадлежали кондитерская фабрика, 5 магазинов (наиболее известный — на Невском проспекте) и две лавки в Апраксином дворе, где велась торговля винами, фруктами, гастрономией, кондитерскими и табачными изделиями. Г. Г. Елисеев был в 1903 году помощником Генерального комиссара по устройству международной выставки в Сан-Луи. В 1898—1917 годах — гласный Петербургской городской думы.
Был также председателем Правления Товарищества Петергофского пароходства, членом Правления Общества для постройки и эксплуатации экипажей и автомобилей «Фрезе и К°», директором Правления Санкт-Петербургского Общества пивоварения «Новая Бавария» (в 1909 выпущено 670 тыс. вёдер пива на 1 млн рублей), состоял кандидатом в члены Правления Общества «Санкт-Петербургская химическая лаборатория» (учреждено в 1890 году). Общество владело парфюмерной фабрикой, открытой в 1860 году. Владел домами на Биржевой линии, 12, 14 и 16 (в д. 14 — правление товарищества, кондитерская фабрика и др., в д. 16 — винные склады), в Биржевом переулке, 1 и 4, на набережной Макарова, 10, Невском проспекте, 56, набережной Адмиралтейского канала, 17, набережной реки Фонтанки, 64 и 66.

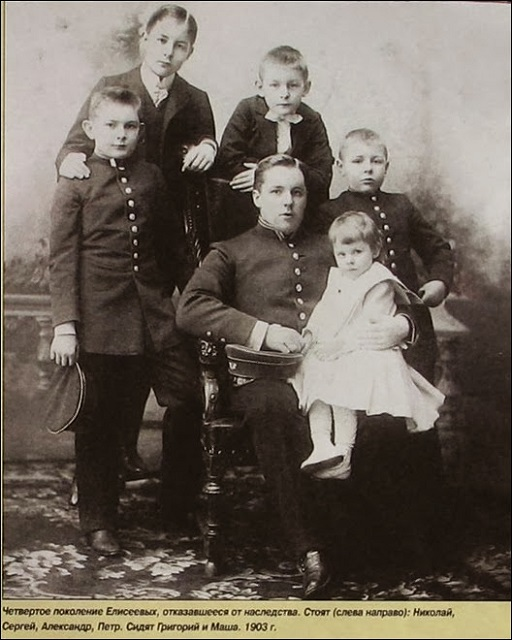
Дети купца Григория Елисеева. Стоят слева направо: Николай, Сергей, Александр, Пётр. Сидят: Григорий Григорьевич с Машей на коленях. (1903)

Был владельцем Гавриловского конного завода в Бахмутском уезде Екатеринославской губернии, имел крупный пакет акций Санкт-Петербургского учётного и ссудного банка. В 1882 году основал в Могилёвской губернии конный завод рысистых пород «Привалионы». В последние годы жизни в России внёс большой вклад в дело выведения рысистых пород лошадей.
В 1893 году вместе с купцом первой гильдии Иваном Ивановичем Дурдиным приобретает пивоваренный завод «Новая Бавария», расположенный на Полюстровской набережной в Петербурге.
При создании в 1889 году Общества для распространения коммерческих знаний был избран его председателем и занимал эту должность бессменно до 1917 года.
В 1910 году возведён в потомственное дворянство. Однако Григорий Григорьевич оформил это документально лишь 14 марта 1915 года, когда его внесли в дворянскую родословную книгу Петроградской губернии вместе с его второй женой Верой Фёдоровной и дочерью Марией. Был почётным попечителем Санкт-Петербургского учительского института (по состоянию на 1910 год).
У Григория Григорьевича в браке с Марией Андреевной (в девичестве Дурдиной) родилось семеро сыновей и одна дочь — Григорий (1885), Андрей (1887), Сергей (1889), Николай (1890), Александр (1892), Пётр (1894), Павел (1894) и Мария (1900). Из них двое — Андрей и Павел скончались в младенчестве.
1 октября 1914 года первая жена Григория Григорьевича — Мария Андреевна покончила с собой. Сыновья похоронили мать в семейном склепе Елисеевых в Церкви Казанской иконы Божией Матери. Григорий Григорьевич на похоронах отсутствовал. 26 октября 1914 года он обвенчался с Верой Фёдоровной Васильевой, «бракоразведённой женой петроградского купца». Жениху было 50 лет, невесте исполнился 31 год. После Октябрьского переворота и последовавшей за ним Гражданской войны оказался в Крыму. Покинул Россию со второй женой в начале января 1920 года. Ещё с дореволюционного времени имел дом в Париже и в Константинополе была получена без особых проблем французская виза. В Париже они жили на деньги Елисеева в зарубежных банках. Купил имение в округе Понтуаз.
Умер 11 января 1949 года в Париже. Похоронен на кладбище Сент-Женевьев-де-Буа.

## Семья
- 1-я жена — Мария Андреевна (урождённая Дурдина) (1864—1914)
- 2-я жена — Вера Фёдоровна Васильева

Дети:
- - Григорий (12 апреля 1885 — 28 января 1938, расстрелян в Уфе) — врач. Жена — Вера Фёдоровна Гаммер (1887—1943)[4]

Участник 1-й мировой войны, после революции хирург в больнице им. Урицкого и больнице "В память 25 Октября", проживал: наб. р. Фонтанки, д. 64. Осужден к высылке в 1935 г. Отбывал наказание в г. Уфа, работал врачом-хирургом 1-й больницы, проживал по ул. Роберта Оуэна, д. 3. Вновь арестован 27 декабря 1937 г. Тройкой НКВД Башкирской АССР 30 декабря 1937 г. приговорён по ст. ст. 58-10-11 УК РСФСР к высшей мере наказания. Расстрелян в г. Уфа 28 января 1938 г.
- - Сергей (1889—1975) — специалист-востоковед
  - Николай (1890—1968) — адвокат (в эмиграции)
  - Александр (1892—1953) — инженер
  - Пётр (1894 — после 1935[5]) — инженер. Фиктивный брак — Рашевская, Зинаида Сергеевна, любовница вел. князя Бориса Владимировича
  - Мария (домашнее имя Мариэтта) (1900—1997)[6] — единственная дочь купца Г. Г. Елисеева.